# 贝雷兹纳市镇
贝雷兹纳镇级市镇（烏克蘭語：Березнянська селищна громада），是乌克兰切爾尼希夫州切爾尼希夫區的一个市镇，行政中心为贝雷兹纳。市镇面积为369.1平方公里，2020年人口数量为7,629人。该市镇设立于2020年6月12日。

## 居民点
该市镇包括一个镇（贝雷兹纳）、15个村庄和一个乡村居民点。村庄列表如下：
- 比哈奇
- 霍里察
- 赫雷布利亞
- 胡薩夫卡
- 卡姆揚卡
- 克利門蒂尼夫卡
- 洛克尼斯泰
- 盧霍韋
- 米科拉伊夫卡
- 莫希内
- 穆里夫卡
- 波丁
- 薩赫尼夫卡
- 斯維亞蒂霍雷
- 亞西科韋